# La Douceur d'aimer
Pour plus de détails, voir Fiche technique et Distribution.
La Douceur d'aimer est un film français réalisé par René Hervil, sorti en 1930.

## Fiche technique
- Réalisateur : René Hervil
- Scénariste : Albert Dieudonné, Pierre Maudru
- Musique : Henri Verdun
- Producteur : Jacques Haïk
- Société de production : Les Établissements Jacques Haïk
- Pays de production :  France
- Format :  Noir et blanc - 1,20:1 - 35 mm - Son mono
- Genre : Comédie
- Durée : 101 minutes
- Date de sortie : 
  - France - 17 octobre 1930

## Distribution
- Victor Boucher : Albert Dumontier
- Renée Devillers : Germaine
- Henri Bosc : Robert-Henri
- Alice Roberts : Suzy Valbreuse
- Thérèse Dorny : Lorette
- Simone Bourday : Simone
- Arletty : une dactylo.
- René Bergeron
- Hubert Daix
- Jean Diener
- Alexandre Mihalesco
- Willy Léardy
- Ray de Verly

## Autour du film
- Il s'agit de la première apparition d'Arletty au cinéma.